# 党钊
党钊（1991年9月17日—），河南郑州人，是一名中国已退役足球守门员。

## 职业生涯
2009赛季中超联赛第24轮，由于球隊在門將位置上出現傷病危機，黨釗在河南建业VS陕西中新的比赛中第一次进入球队大名单，此后一直是重點培養的本土青年門將。曾入选国青队和中国室内五人制国家队。
2012年，黨釗決定離隊尋求比賽機會，先后試訓深圳名博和河北中基，一度與河北中基接近簽約。後合同談不合離隊，但由于河北中基已為其在中乙報名，既無法回歸母隊河南建業參賽，又因轉會期已截止無法轉投其他球隊。後黨釗再度來到需要門將的深圳名博跟訓預備在二次轉會加盟，但又一次遇到因為資方自身出現問題未能簽約，卻已經報名無法而轉投其他球隊的遭遇。隨后黨釗隨河南建業五人制隊和中国室内五人制国家队訓練保持狀態。
2013年，失去國門曾誠的河南建業將黨釗引回，作為第三門將。
2014年赛季，河南建业主力门将周亚君受伤无法出场，替补门将韩峰打完了下半阶段的绝大多数比赛，党钊却未获得出场机会。在2014赛季惊险保级后，俱乐部开始裁员，2014年12月，党钊被俱乐部挂牌。